# (265) Анна
(265) Анна (нем. Anna) — типичный астероид главного пояса, который был открыт 25 февраля 1887 года австрийским астрономом Иоганном Пализой в Венской обсерватории и назван в честь невестки австрийского астронома Эдмунда Вайсса.

Орбита астероида Анна и его положение в Солнечной системе
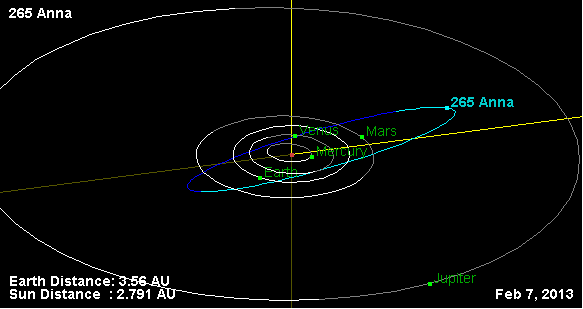
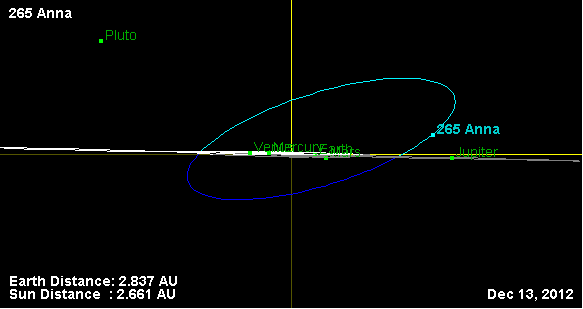